# Adam Zolotin
Adam Zolotin (* 29. November 1983 auf Long Island, New York) ist ein US-amerikanischer Schauspieler.

## Leben und Leistungen
Zolotin debütierte im Jahr 1996 in der Fernsehserie Love and Marriage. Im Film Jack (1996) spielte er die Rolle von Louis Durante, dem Freund des beschleunigt alternden Jack, den Robin Williams spielte. Für diese Rolle wurde er im Jahr 1997 für den YoungStar Award und für den Young Artist Award nominiert. Ein Jahr später erhielt er eine weitere Nominierung für den Young Artist Award für die Rolle in der Komödie Beaver ist los! (1997).
Ab dem Jahr 2000 war er in einzelnen Folgen von Fernsehserien wie Law & Order zu sehen. In der preisgekrönten Komödie Zerophilia (2005) spielte er an der Seite von Kelly LeBrock.

## Filmografie (Auswahl)
- 1996: Jack
- 1997: Rewind (Fernsehserie)
- 1997: Skip und die Farm der sprechenden Tiere (Dog’s Best Friend)
- 1997: Beaver ist los! (Leave It to Beaver)
- 1999: Der Sturm des Jahrhunderts (Stephen King’s Storm of the Century)
- 2005: Zerophilia – Heute Er, morgen Sie (Zerophilia)